# Akhxunwar

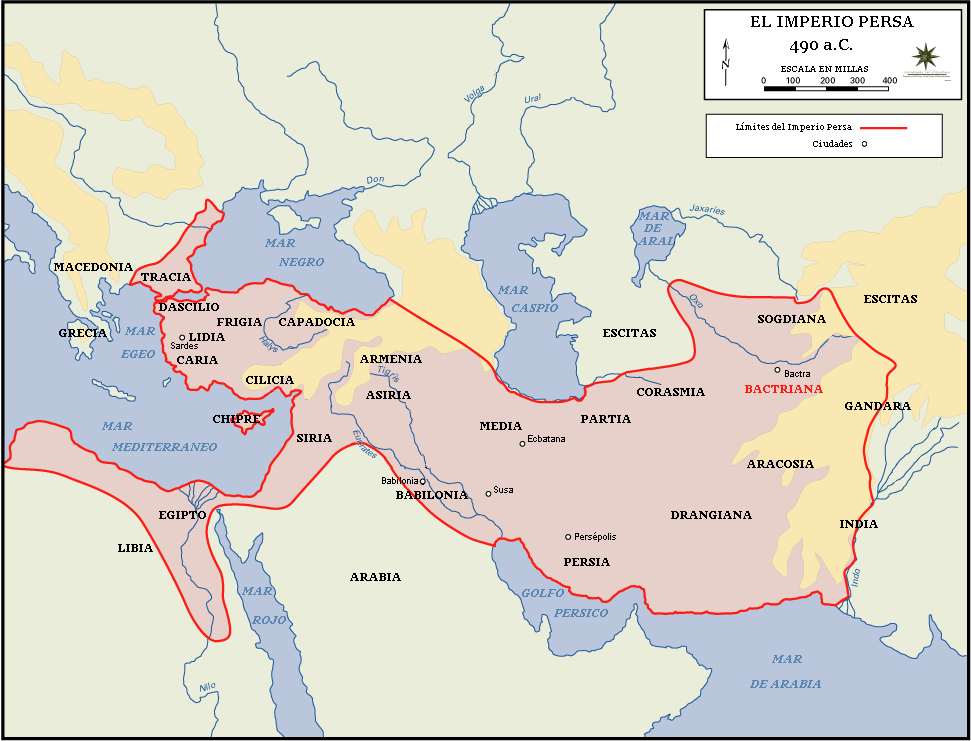
Imperi Persa-Bactrian, envoltat amb línia vermella

Akhshunwar (Rei dels heftalites o Huns blancs) que fou famós per la seva generositat.
En morir el sobirà persa Isdigerdes II el Clement, el seu fill petit, anomenat Hormiz III, s'apoderà de la corona, aprofitant-se de l'absència de l'hereu legítim Peroz I; en tenir notícies aquest de la traïció del seu germà, es presentà a Akhshunwar sol·licitant el seu auxili, que li'n fou donat. A tal efecte, el rei heftalita reuní un fort exèrcit que posà a les ordres de Peroz, el qual, dirigint-se amb aquest host a Pèrsia, aconseguí vèncer el seu germà Hormiz, conquerint el tron que legítimament li corresponia.
Després acomiadà els seus auxiliadors heftalites amb molts regals per al seu rei Akhshunwar, però no tardà a pagar els seus serveis, que li havia prestat aquest, amb la major ingratitud. Donant oïdes, en efecte, a les acusacions que contra el seu sobirà presentaren alguns heftalites refugiats en la cort de Peroz, aquest declarà al guerra al seu antic benefactor. Akhshunwar no va tenir temps suficient per reunir un exèrcit el suficient equipat per oposar-se al seu rival, el qual amb les seves tropes ja s'havia dirigit contra els heftalites.

Llavors Akhshunwar reuní en consell als seus principals capitans, els quals opinaren que tota resistència seria inútil. Ja es disposava el rei a enviar un missatger a Peroz oferint la seva submissió, quan un d'aquells capitans que havia reunit en consell s'oferí a salvar el tron d'Akhshunwar mitjançant una estratègia, sempre que es comprometés el rei a recompensar-li aquest servei, tractant als fills i parents del capità com si fossin del mateix monarca. Abans de comprometre's, preguntà a aquest en què consistia el parany, al que respongué el capità: 
| « | Menaràs que hem tallin els peus i les mans, i després ordenaràs que em portin als límits del desert que serveix de frontera amb els Estats de Peroz I. Quan aquest arribi amb les seves tropes faré que hem presentin a ell, i fingint-me desitjós de prendre venjança de tu per haver-me posat en semblant estat, m'oferiré a conduir-lo per un camí només conegut, i com que acceptarà, el portaré al desert, amb tota la seva host tindrà de morir de sed i de fam | » |

A Akhshunwar li'n semblà bé el pla del seu heroic capità, que fou prtat a fi amb tota felicitat, i el mateix Peroz I caigué en mans dels heftalites, junt a uns quants soldats, els únics que assoliren salvar-se de morir de fam en el desert.
Akhshunwar perdonà la vida al deslleial sobirà persa i als seus companys, amb el qual demostrà la magnanimitat del seu caràcter, i els tractà com amics, deixant-los tornar a Pèrsia plens de regals. Només exigí a en Peroz I, que tan bon punt posés els peus a Pèrsia, jurés no passar davant d'una columna limítrof, feta de pedres, sinó com amic i aliat d'Akhshunwar. Peroz I, es va comprometre a això, satisfet d'haver assolit la llibertat a tan poc preu, però una vegada retornat als seus Estats, no tan sols no va correspondre a les fineses d'Akhshunwar, sinó que ideà venjar-se de la vergonyosa derrota sofrida, i a tal efecte aixecà un nombrós exèrcit contra el rei dels heftalites, desoint els consells dels sacerdots i els principals personatges de la seva cort que li donaren per fer-lo desistir del seu capriciós i poc digne empenyorament.
Només es va avindre a cercar un estratagema per a no violar el jurament que havia fet. A l'efecte, com que les condicions que Akhshunwar li havia exigit en el citat jurament, eren de què, Peroz I no devia passar en to de guerra davant d'aquella columna limítrof, menà col·locar aquesta columna sobre un carro exprés del qual estiraven 50 elefants, i amb tot el seu exèrcit seguí al carro. Malgrat que Peroz I complí el seu jurament amb aquesta trampa, els perses no deixaren de notar la mala fe del seu sobirà, pel que el seguiren de mal agrat en la seva expedició bèl·lica.
Sabedor d'aquest fet Akhshunwar, es presentà a en Peroz I, sense cap mena d'acompanyament,, exhorta'n-lo a que retornés als seus Estats i amenaçant-lo, de no fer-ho, amb la colera divina, sent recolzat Akhshunwar en les seves pretensions pels mateixos acompanyants de Peroz I. No feren osca en l'ànima del desagraït rei aquestes insinuacions, i l'endemà els perses amb Peroz I al seu front, atacaren als heftalites, els quals, a pesar de ser un nombre escàs, varen saber amb gran serenitat oposar-se als seus rivals, i Peroz I trobà el càstig de la seva ingrata conducta, caient en una trinxera oberta per ordre d'Akhshunwar, i d'aquesta manera trobà la mort.
La derrota dels perses fou enorme, fent els heftalites nombrosos presoners, entre ells s'hi trobava una princesa de sang reial. En intentar després els perses reunir un altre exèrcit per a rescatar els presoners, Akhshunwar s'avançà als seus desitjos, entregant-los no tan sols aquells, sinó també el botí conquerit i el cos de Peroz I, que fou soterrat a Pèrsia.